# Kwaï Yai
Ne doit pas être confondu avec Kwaï ou Khwae Noi.
La Kwaï Yai ou Khwae Yai, en thaï แม่น้ำแควใหญ่, signifiant en français « grand affluent », ou encore Si Sawat, en thaï แม่น้ำศรีสวัสดิ์, est une rivière de l'Ouest de la Thaïlande.
Il faut prononcer « kwé » et non pas « kouaille ».[réf. nécessaire]

## Géographie
Son cours d'environ 380 km traverse le sud de la province de Tak, puis les districts de Sangkhla Buri, de Si Sawat et de Mueang dans la province de Kanchanaburi, avant son confluent avec la Kwaï (ou Khwae Noi) pour former le fleuve Mae Klong dans le sous-district de Pak Phraek.
Le célèbre pont de la ligne Siam-Birmanie traverse la Kwaï Yai dans le sous-district de Tha Makham (district de Mueang). Sa construction est (peu fidèlement) décrite dans Le Pont de la rivière Kwaï de Pierre Boulle et son adaptation cinématographique.
Avant les années 1960, la Kwaï Yai ne possédait pas de nom spécifique et constituait simplement une partie du Mae Klong.